# Asylum Records
Asylum Records là một công ty thu âm được thành lập bởi David Geffen và cộng sự Elliot Roberts vào năm 1971. Công ty được Warner Communications tiếp quản (giờ là Warner Music Group) vào năm 1972, và sau đó sáp nhập với Elektra Records để trở thành Elektra/Asylum Records.
Ngày nay công ty tập trung chủ yếu vào thể loại hip-hop, bên cạnh đó là rock và alternative metal. Công ty được sở hữu bởi Warner Music Group, và phân phối thông qua Atlantic Records.

## Tái hình thành
Sau khi im hơi lặng tiếng một thời gian, Asylum Records được tái thiết với tư cách là hãng đĩa dòng nhạc urban vào năm 2004, với một vài phát hành được phân phối cùng với Warner Bros. Records và các hãng khác như Atlantic Records. Năm 2006, WMG chuyển đổi Asylum để điều hành với thương hiệu mới Independent Label Group, trong đó bao gồm cả Cordless Recordings và East West Records. Tháng 12 cùng năm Asylum Records thông báo hợp đồng với ban nhạc metal tới từ Atlanta, Georgia mang tên Sevendust, nghệ sĩ không thuộc dòng hip-hop đầu tiên được ký với tên thương hiệu mới. Vào ngày 30 tháng 3 năm 2009, tổng giám đốc Asylum Todd Moscowitz được thăng chức phó chủ tịch điều hành của Warner Bros. Records. Sau đó Asylum thoát ly khỏi Independent Label Group và được Warner Bros trực tiếp quản lý từ 2009 cho tới 2013 trước khi chuyển giao sang Atlantic. Cee Lo Green, New Boyz và Ed Sheeran là các nghệ sĩ nổi bật thuộc hãng. Hãng đạt được đĩa đơn quán quân đầu tiên trên UK Singles Chart cùng "Feel the Love" của Rudimental vào tháng 5 năm 2012.